# Chileense sperwer
De Chileense sperwer (Astur chilensis) is een roofvogel uit de familie van de havikachtigen (Accipitridae).

## Verspreiding en leefgebied
Deze Zuid-Amerikaanse sperwer leeft van Centraal-Chili en westelijk Centraal-Argentinië tot Vuurland. Het is een monotypische soort.

## Status
De Chileense sperwer komt niet als aparte soort voor op de lijst van het IUCN, maar is daar een ondersoort van de roodbroeksperwer (A. bicolor chilensis).